# Amtsbezirk Rukla

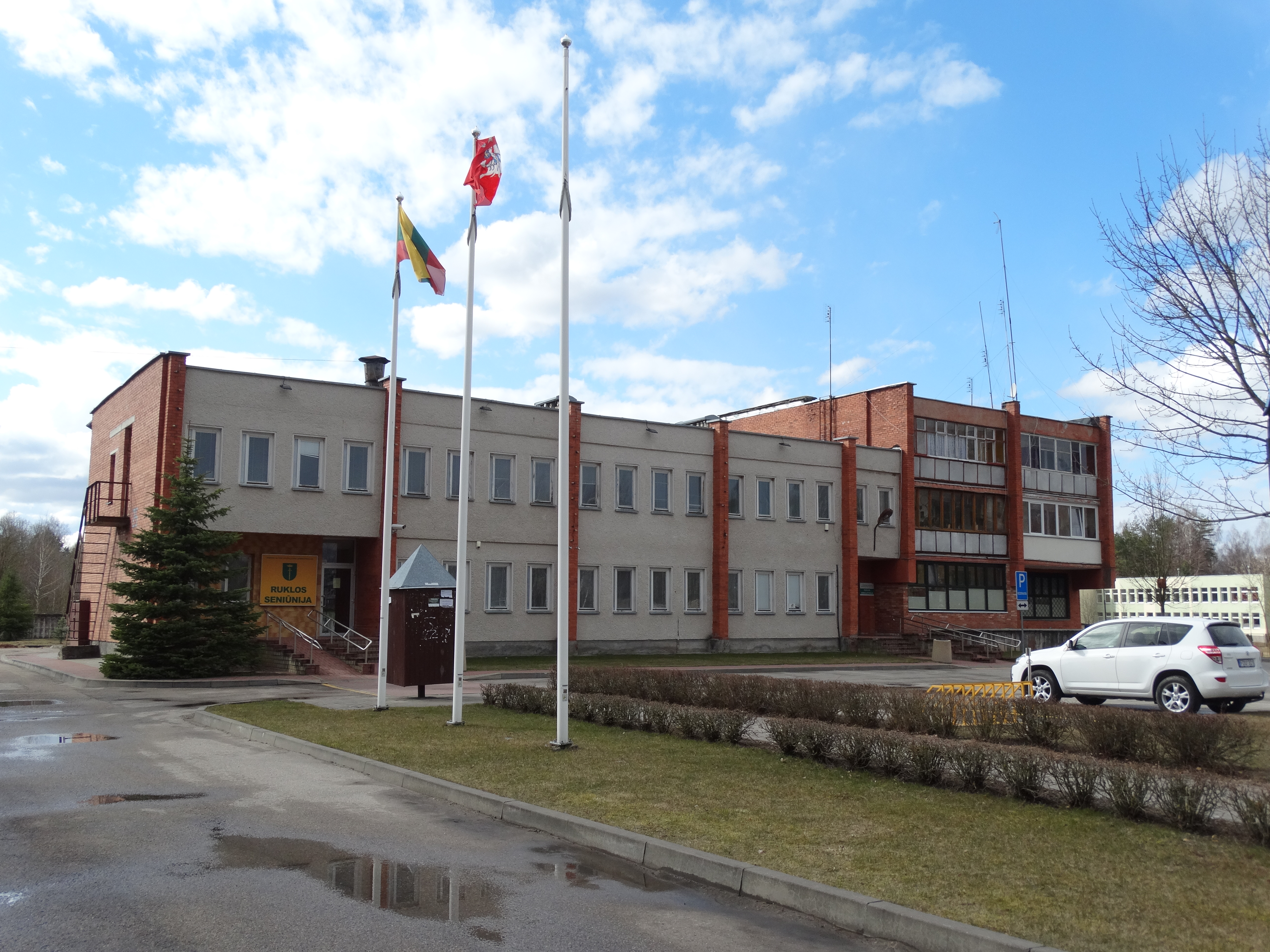
Sitz der Verwaltung

Der Amtsbezirk Rukla (lit. Ruklos seniūnija) war   eine administrative Einheit (Amtsbezirk) im Südosten der Rajongemeinde Jonava, Litauen. Das Zentrum war Rukla, 10 km nördlich von der Stadt Jonava, unweit von der Wallburg Rukla.
Das Verwaltungszentrum befand sich im Städtchen Rukla. Im Jahr 2011 lebten 2.098 Einwohner in sieben Dörfern und einem Städtchen (litauisch miestelis) innerhalb des Amtsbezirks.

## Wichtige Einrichtungen

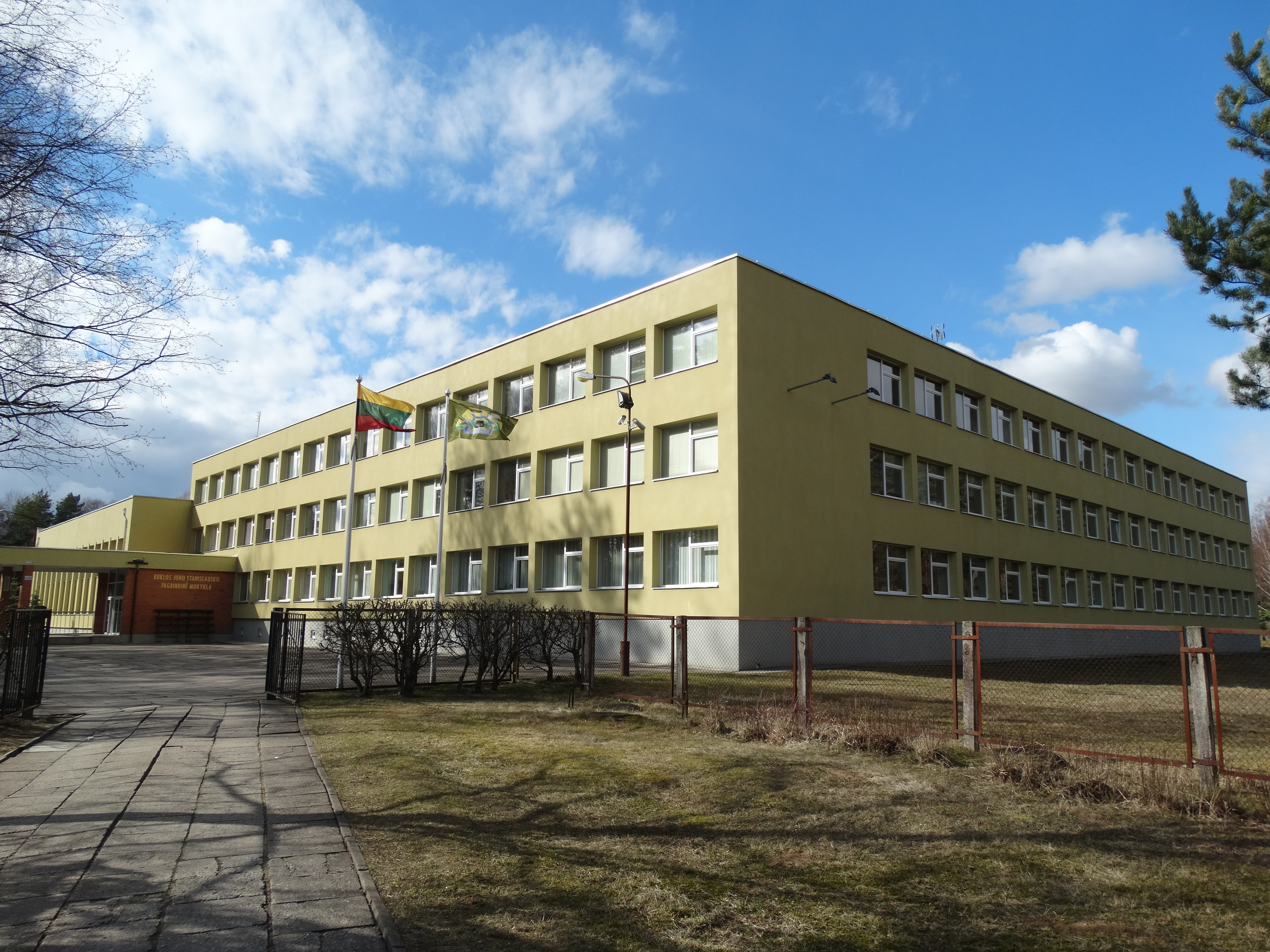
Schule Rukla

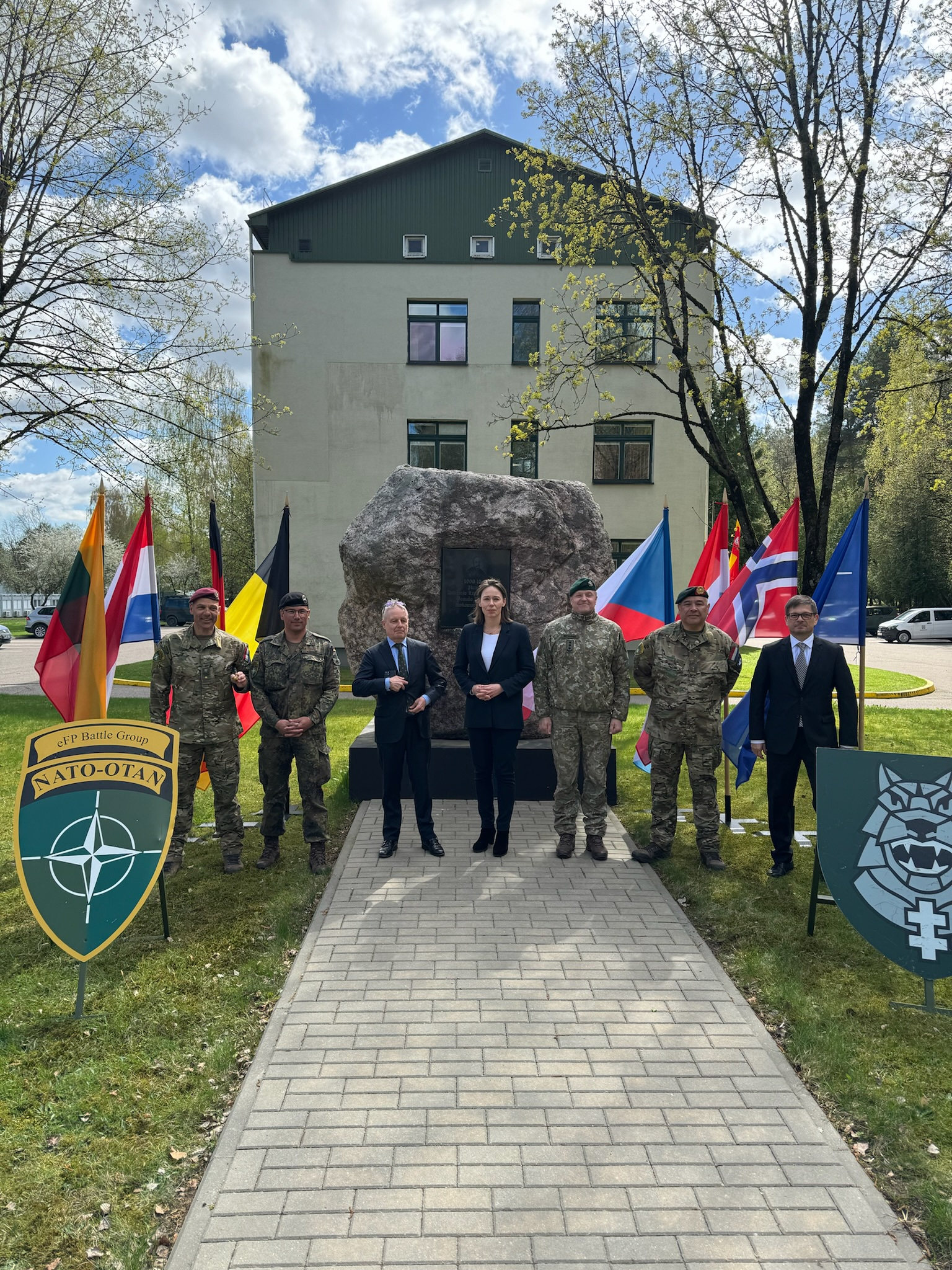
Militär in Rukla

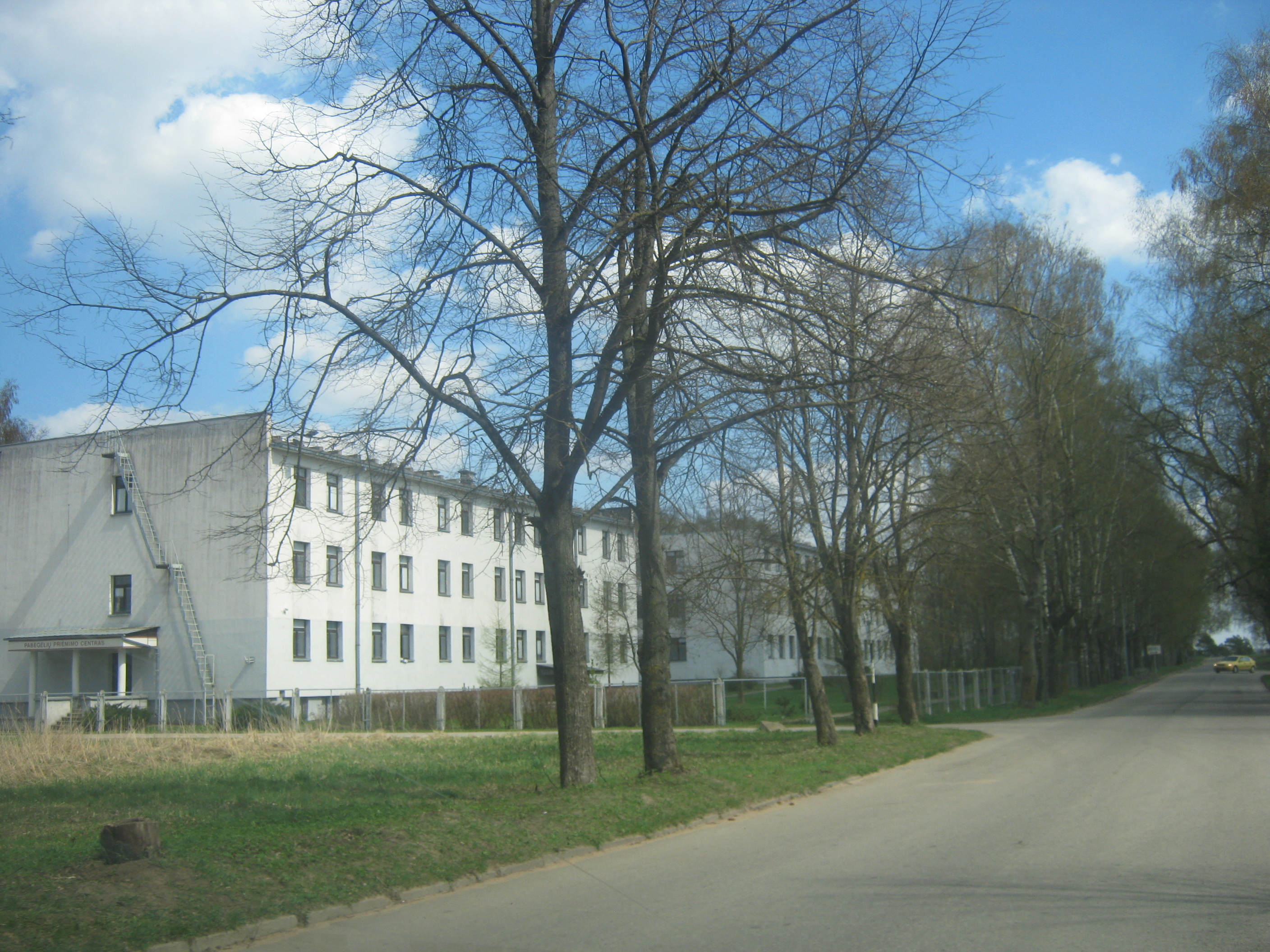
Flüchtlingszentrum

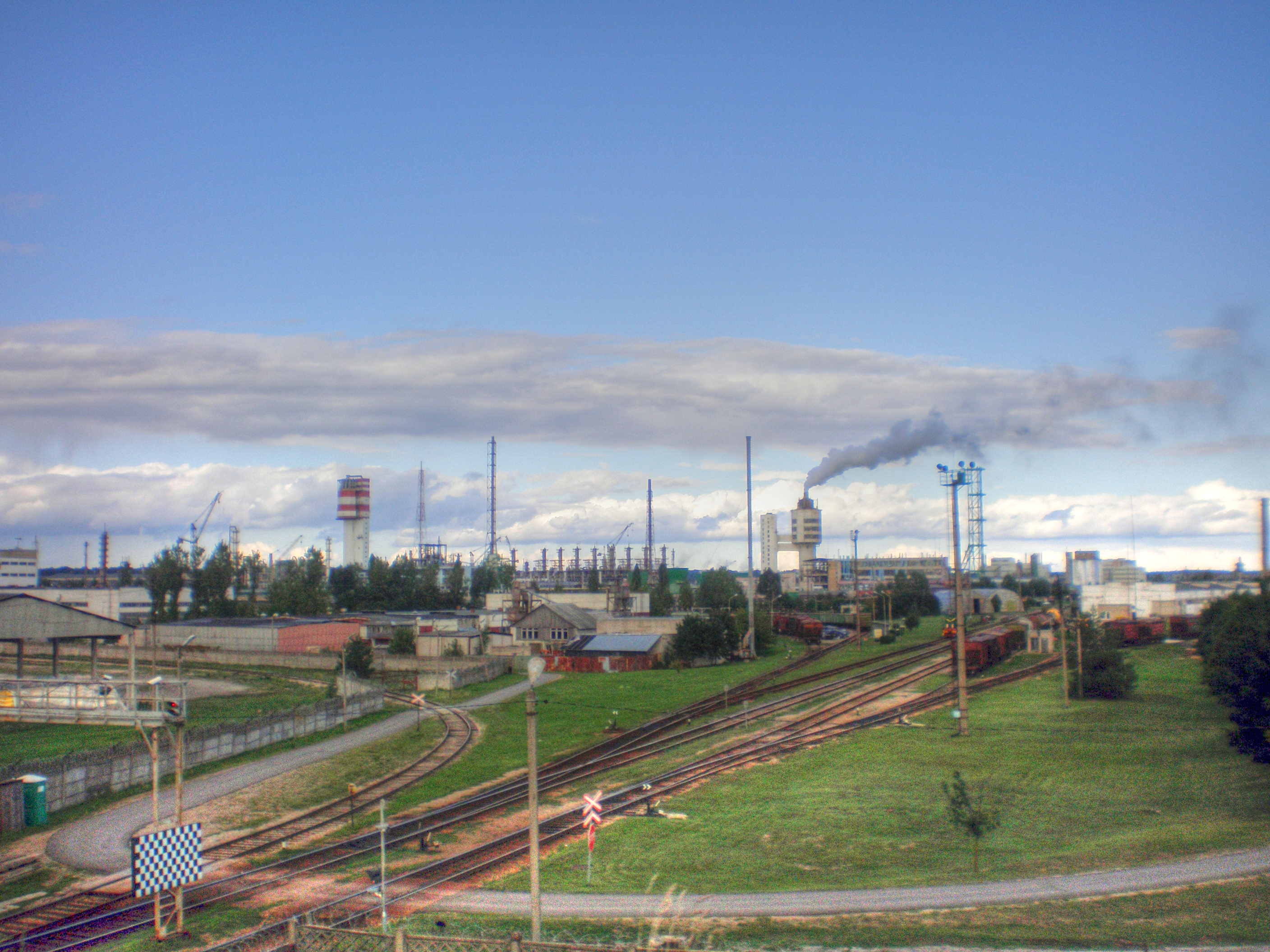
Betriebsgelände vom Chemiebetrieb AB Achema

Das Gebiet des Amtsbezirks Rukla beherbergte bedeutende Einrichtungen, darunter:
- Einheiten der Litauischen Armee,
- Flüchtlingszentrum Rukla,
- die Jonas-Stanislauskas-Schule Rukla,
- die katholische Kirche Rukla,
- das größte baltische Chemieunternehmen AB Achema
- Handelsunternehmen Agrochema,
- Achema-Poliklinik
- Ambulanz Rukla
- drei Pflegeheime.

## Geschichte
Der Amtsbezirk Rukla wurde 1997 im Rahmen einer nationalen Verwaltungsreform in Litauen gegründet und spielte eine zentrale Rolle in der Verwaltung und Entwicklung der Region.

## Politische Veränderungen und Auflösung
Im Jahr 2019 wurde das Amt des Ältesten vakant, nachdem der bisherige Amtsinhaber, Gintas Jasiulionis, in den Gemeinderat Jonava gewählt wurde. Die Nachfolgeregelung gestaltete sich kompliziert: Drei Kandidaten, darunter die stellvertretende Amtsleiterin Dovilė Survilaitė, bewarben sich, jedoch erreichte keiner die gesetzlich geforderte Mindestpunktzahl. Das Verfahren wurde daraufhin für gescheitert erklärt und neu eröffnet. Survilaitė übernahm übergangsweise die Leitung für weitere vier Monate.
Valdas Majauskas, der Direktor der Gemeindeverwaltung von Jonava, wandte sich mit einer Beschwerde an die Sonderermittlungsbehörde Litauens (Specialiųjų tyrimų tarnyba, STT). Ziel war es, überprüfen zu lassen, ob das Verhalten der Ältesten während eines Auswahlverfahrens gegen geltendes Recht verstoßen habe. Nach eingehender Prüfung stellte die Sonderermittlungsbehörde die Ermittlungen ein, da keine Beweise für ein strafbares Verhalten gefunden wurden. Die Gemeindeverwaltung Jonava akzeptierte diese Entscheidung nicht und legte Berufung bei einer  Staatsanwaltschaft ein.
Im Dezember 2023 beschloss der Gemeinderat der Rajongemeinde Jonava, den Amtsbezirk Rukla zum 10. April 2024 aufzulösen. Er wurde in den Amtsbezirk Jonava eingegliedert. Am 26. April 2024 wurde der Amtsbezirk offiziell aus dem Register gelöscht und damit als juristische Person aufgelöst.

## Verwaltung
Ältester
- 1997–2019: Gintas Jasiulionis (* 1970), Jurist[4]
- März 2020 – April 2024: Vilma Akvilė Karoblienė

Stellvertretende Älteste
- Dovilė Survilaitė

## Gliederung
Von 2009 bis 2024 wurden 6 Unteramtsbezirke (Seniūnaitija) gegründet:
- Centro (486 E.): Karaliaus Mindaugo, Laumės g.
- Piliakalnio (483 E.): Piliakalnio g.
- Rytų (320 E.): Tartoko k., Ruklos k., Gartengenosschenschaft S/b „Neris“
- Ruklio (497 E.): Ruklio g.
- Rupeikio (490 E.): Rupeikio g.
- Vakarų (30 E.): Konstantinavos k., Kamšalų k., Venecijos k.